# Paranemastoma longipes
Paranemastoma longipes is een hooiwagen uit de familie aardhooiwagens (Nemastomatidae). De originele naamcombinatie (protoniem) was Nemastoma gigas longipes Schenkel, 1947, later Nemastoma longipes (Schenkel, 1947) in Roewer 1951. Een volgende naamrecombinatie werd gepubliceerd als Paranemastoma longipes (Schenkel, 1947) in Mitov 2000. Een junior subjectief synoniem is Nemastoma  tenue Hadži 1973 in Novak (2004). Na 2023 geldt officieel de naamcombinatie  Paranemastoma longipes (Schenkel, 1947).